# كريستوفر أ. بارتليت
كريستوفر أ. بارتليت (بالإنجليزية: Christopher A. Bartlett)‏ هو مدرس أسترالي، ولد في 1943.

## وصلات خارجية
- كريستوفر أ. بارتليت على موقع إن إن دي بي (الإنجليزية)